# خاکستر (فیلم ۱۹۸۹)
خاکستر (به هندی: Raakh) فیلمی محصول سال ۱۹۸۹ و به کارگردانی آدیتیا بهاتاچاریا است. در این فیلم بازیگرانی همچون عامر خان، سوپریا پاتاک، پانکاج کاپور ایفای نقش کرده‌اند.